# Европейска сигурност и интеграция
„Европейска сигурност и интеграция“ е политическа партия в България‎.

## Имена
Създадена е като неполитическа организация под името гражданско обединение „Рома“, учредено на 4 март 2001 година (обн., „Държавен вестник“, 27.04.2001). Оглавена е от юриста Тома Томов. От 2003 година е политическа партия „Рома“ (обн., „ДВ“, 29.07.2003), като съгласно регистрацията неин председател е Тома Томов, а главен секретар е Тома Иванов.
През 2010 година става политическа партия „Европейска сигурност и интеграция“.

## Дейност
Организацията се включва в предизборната „Коалиция за България“ през 2001 година. Нейният лидер Тома Томов е народен представител от Коалицията за 2 мандата (съответно от МИР Монтана и от МИР Враца) от 2001 до 2009 година.
Партията подписва коалиционното споразумение за подкрепа на кандидатурите на Ивайло Калфин и Стефан Данаилов на президентските избори от 2011 година.